# Bahnhof Neustadt (Kreis Marburg)
Der Bahnhof Neustadt (Kr[eis] Marburg) ist ein Durchgangsbahnhof an der Main-Weser-Bahn in Neustadt (Hessen). Das Empfangsgebäude stammt aus der Eröffnungszeit der Bahn und wurde von Julius Eugen Ruhl entworfen. Der Bahnhof liegt heute im Tarifbereich des Rhein-Main-Verkehrsverbundes (RMV).

## Geografische Lage
Der Bahnhof liegt bei Streckenkilometer 71,1 auf einer Höhe von 239 m in Neustadt (Hessen), an der westlichen Seite der Strecke und etwa 300 m östlich der Altstadt.
Einige Kilometer südlich des Bahnhofs befindet sich auf dem Neustädter Sattel die höchste Stelle der Main-Weser-Bahn mit der Wasserscheide zwischen Rhein und Weser.

## Bezeichnung
Die Zusatz-Bezeichnung des Bahnhofs mit Kr[eis] Marburg wurde 1933 eingeführt und bei allen folgenden Gebietsreformen, die die Stadt Neustadt (Hessen) betrafen, nie angepasst. Der Kreis Marburg wurde nach dem nach dem Zweiten Weltkrieg zum Landkreis Marburg und ging 1974 im Landkreis Marburg-Biedenkopf auf. Die Stadt Neustadt selbst verwendet heute den Klammerzusatz Hessen in ihrem Namen.

## Geschichte
Der Bahnhof Neustadt ging mit der Eröffnung des entsprechenden Abschnitts der Main-Weser-Bahn am 4. März 1850 in Betrieb. Etwa zeitgleich nahm als Anschluss eine Postkutschen-Verbindung nach Alsfeld den Betrieb auf, seit 1912 verkehrt sie als Postomnibus – unterbrochen wegen Treibstoffmangels im Ersten Weltkrieg und dann erst 1924 wieder eingesetzt.
In den 1860er Jahren waren sechs Männer im Bahnhof beschäftigt. Ein immer wieder diskutiertes Thema war, ob auch Schnellzüge in Neustadt halten sollten. Die Stadt kämpfte darum – mit wechselndem Erfolg. Auch deren Bemühen, den Bahnhof Neustadt zu einem Eisenbahnknoten zu entwickeln, scheiterten: Die Bahnstrecke nach (Bad) Hersfeld und die Kanonenbahn wurden in Treysa in die Main-Weser-Bahn eingefädelt, das Projekt einer von Alsfeld in nördliche Richtung führenden Bahnstrecke nie umgesetzt.
Anfang des 20. Jahrhunderts wurden die Anlagen des Bahnhofs Neustadt grundlegend modernisiert: Die beiden niveaugleichen Bahnübergänge, die an beiden Seiten des Bahnhofs bestanden, wurden durch Unterführungen ersetzt und ein Fußgängertunnel zum Inselbahnsteig angelegt. Das Gleisfeld wurde umgebaut und der Hausbahnsteig zunächst aufgegeben, aber im Ersten Weltkrieg wieder errichtet. Hier verlief das einzige Überholungsgleis, so dass Züge aus Richtung Frankfurt am Main nach Norden, die es nutzen sollten, dazu bei Ein- und Ausfahrt jeweils das Gleis der Gegenrichtung kreuzen mussten. Diese betriebliche Schwachstelle wurde nicht beseitigt. Ab 1910 erhielt der Bahnhof Gasbeleuchtung. Das dazu erforderliche Gas lieferte das städtische Gaswerk.
Im Ersten Weltkrieg war der nördliche Abschnitt der Main-Weser-Bahn zwischen Kassel und Lollar Teil einer militärisch wichtigen Verbindung aus dem Inneren Deutschlands an die Front in Lothringen. Die Streckenauslastung war hoch. Gleichwohl ist unklar, ob ein zweites Überholungsgleis eingebaut wurde. In der Zwischenkriegszeit wurde das Überholungsgleis verlängert. Im Zweiten Weltkrieg blieb der Bahnhof von Luftangriffen verschont.
1956 erhielt der Bahnhof als erster der Main-Weser-Bahn ein Relaisstellwerk der Bauart Dr S2. Es wurde in einem Anbau am Empfangsgebäude eingebaut. Das Verkehrsangebot entsprach damals in etwa dem der Vorkriegszeit. Auch hielten einige – wenn auch nicht alle – auf der Strecke verkehrenden Eilzüge hier.
1970 wurde der Stückgutverkehr aufgegeben, zu Jahresbeginn 1992 der gesamte Güterverkehr. 1989 waren im ganzen Jahr nur noch 25 Güterwagen abgegangen und 23 empfangen worden. Seit 1972 war der Bahnhof in Neustadt keine eigenständige Dienststelle mehr und zunächst dem Bahnhof Stadtallendorf, ab 1977 dem Bahnhof Treysa angegliedert. Mitte 1992 schloss auch der Fahrkartenschalter. Bis 2014 wurden Gleisanlagen, die ehemals dem Güterverkehr gedient hatten, abgebaut.
Eine gegenläufige Entwicklung zeichnet sich bei der Zahl der haltenden Züge im Personenverkehr ab. Seit 1988 hielten alle Eilzüge in Neustadt und mit der Gründung des Rhein-Main-Verkehrsverbunds (RMV) im Jahr 1995 verdoppelte sich die Zahl der haltenden Züge gegenüber der Zeit 15 Jahre zuvor.

Am 5. Juli 1997 kam es in der Nähe des Bahnhofs zu einem Unfall, bei dem sechs Menschen starben. 

## Empfangsgebäude
Das Empfangsgebäude ist ein Typenbau im Rundbogenstil aus dem Jahr 1849 und in Backstein nahezu symmetrisch ausgeführt: In der Mitte steht ein dreigeschossiges, turmartiges Bauteil von einer Achse, an das sich an beiden Seiten je ein zweigeschossiger Flügel zu zwei Achsen und an diese wiederum eingeschossige Flügel zu drei Achsen anschließen. Die Achsen haben im Erdgeschoss Rundbogenöffnungen, die teils als Fenster, teils als Türen ausgebildet und deren Bögen noch einmal durch darüber liegende Terracotta-Leisten betont sind. In den oberen Stockwerken haben die Achsen jeweils gekoppelte Fenster mit dekorierten Brüstungen. Die Fenster haben im Bereich der Bögen zum Teil noch die originale Radialversprossung. Das Gebäude ist so weitgehend noch im Originalzustand erhalten. Neben dem Empfangsgebäude steht noch ein Güterschuppen. Die Anlage wurde aufgrund des Hessischen Denkmalschutzgesetzes in die Liste der Kulturdenkmäler aufgenommen. Der bauliche Zustand verlangt nach Renovierung. Das Empfangsgebäude wird heute für den Verkehr nicht mehr genutzt und wurde 2018 in private Hände verkauft.

## Infrastruktur

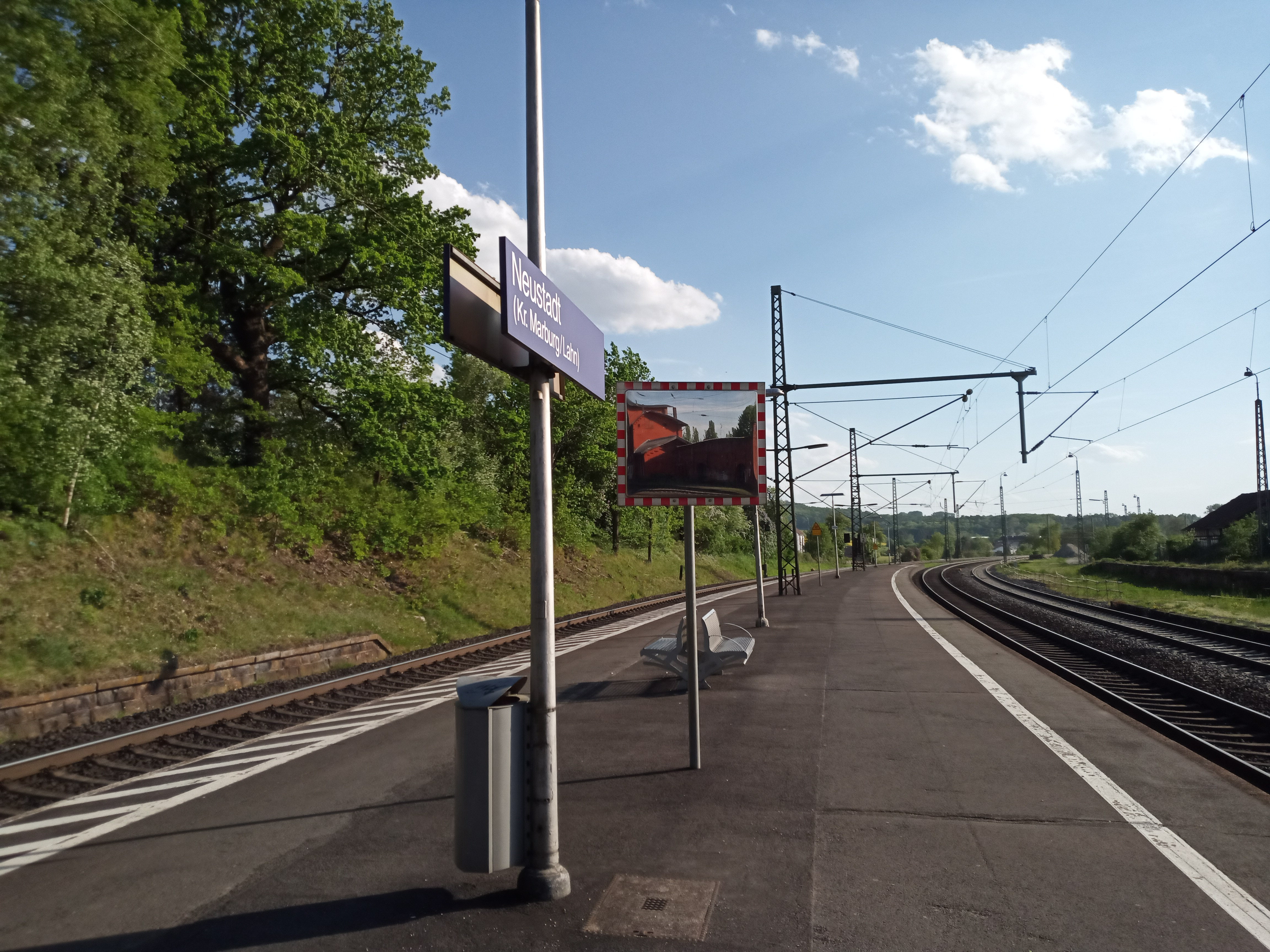
Bahnsteig

Den Bahnhof durchmessen heute die beiden durchgehenden Gleise der Main-Weser-Bahn, in deren Mitte ein Inselbahnsteig platziert ist. Der ehemalige Hausbahnsteig wird nicht mehr genutzt. Hier liegt als drittes Gleis das einzige Überholungsgleis.

## Verkehr
Der Bahnhof gehört noch zum Rhein-Main-Verkehrsverbund (RMV), während der nächste nördlich gelegene Haltepunkt, Schwalmstadt-Wiera, schon zum Nordhessischen Verkehrsverbund (NVV) gehört. Etwa 1200 Reisende nutzen den Bahnhof täglich, davon etwa 150 pendelnde Schüler (Zahlen von 2019).
| Linie | Verlauf | Takt                 | Betreiber      |
| ----- | --- | -------------------- | -------------- |
| RE 30 | Main-Weser-Bahn: Frankfurt (Main) Hbf – (Frankfurt (Main) West –)* Friedberg (Hess) – (Bad Nauheim – Ostheim (b Butzbach) – Butzbach – Kirch Göns – Lang Göns – Großen Linden –)* Gießen – (Lollar – Friedelhausen – Fronhausen (Lahn) – Niederwalgern – Marburg Süd –)* Marburg (Lahn) – Kirchhain (Bz Kassel) – Stadtallendorf – Neustadt (Kr Marburg) – Treysa – Borken (Hess) – Wabern (Bz Kassel) – Kassel-Wilhelmshöhe – Kassel Hbf * nur einzelne Züge Stand: Fahrplanwechsel Dezember 2021 | 120 min              | DB Regio Mitte |
| RB 41 | Mittelhessen-Express: Frankfurt (Main) Hbf – Frankfurt (Main) West (– Bad Vilbel) (zweistdl.) – Friedberg (Hess) – Bad Nauheim (– Ostheim (b Butzbach)) (zweistdl.) – Butzbach (– Kirch Göns – Lang Göns – Großen Linden) (zweistdl.) – Gießen – Gießen Oswaldsgarten – Lollar – Friedelhausen – Fronhausen (Lahn) – Niederwalgern – Niederweimar – Marburg Süd – Marburg (Lahn) – Cölbe – Bürgeln – Anzefahr – Kirchhain (Bz Kassel) – Stadtallendorf – Neustadt (Kr Marburg) – Schwalmstadt-Wiera – Treysa Flügelung in Gießen. Zugteil nach Dillenburg als RB 40. Stand: Fahrplanwechsel Dezember 2021 | 120 min (wochentags) | HLB Hessenbahn |
| RE 98 | Main-Sieg-Express: Kassel Hbf – Kassel-Wilhelmshöhe – Baunatal-Guntershausen – Edermünde-Grifte – Felsberg-Wolfershausen – Felsberg-Altenbrunslar – Felsberg-Gensungen – Wabern (Bz Kassel) – Singlis – Borken (Hess) – Zimmersrode – Schlierbach (Kr Schwalm-Eder) – Treysa – Schwalmstadt-Wiera – Neustadt (Kr Marburg) – Stadtallendorf – Kirchhain (Bz Kassel) – Marburg (Lahn) – Gießen – Friedberg (Hess) – Frankfurt (Main) West (einzelne Züge im Berufsverkehr) – Frankfurt (Main) Hbf Gießen – Frankfurt vereinigt mit RE 99 von Siegen Stand: Fahrplanwechsel Dezember 2021                    | 120 min              | HLB Hessenbahn |